# スクール・ウォーズ
『スクール・ウォーズ〜学園戦争〜』（SCHOOL WARS）は、QuinRoseより2012年11月29日に発売されたPlayStation Portable用恋愛アドベンチャーゲーム。2013年6月27日には『スクール・ウォーズ〜卒業戦線〜』が発売された。

## あらすじ
中学卒業を前に事故で父親を失った少女・一条 栞は病弱な母の為にも経済的援助目当てで晴藍高校に入学。しかし、晴藍高校は表向きは工業高校だったが、実は戦闘技術に特化した精鋭を育て上げるためにつくられた高校で、校内で銃撃戦が起きることもあった。そのような特殊な環境の中を潜り抜け、3年生になった栞は風紀委員長の座に就いた。無事に卒業できると考えた矢先、同じような形態である錫代高校の校舎が何者かの放火によって焼失。栞の苦難の日々は再び始まるのであった。

## 登場人物
一条 栞（いちじょう しおり）
本作の主人公。女性キャラ。晴藍高校3年生で風紀委員長。家庭環境からか守銭奴で現実主義者。優等生であり、国民的芸能人である比佐が可愛いと認めるほどのルックスであるため(比佐ルートより)、才色兼備な少女である。正義感が強く真っ直ぐな性格である。学校ではストイックに過ごしているが、プライベートでは案外ラフに過ごしている。手先が不器用で、花冠を作ると鳥の巣が出来上がる。また料理の腕は最悪で、おにぎりですらモザイクがかかる見た目である。さらに栄養がつくものをある分だけ無理矢理混ぜたお粥を病人に食べさせたりするため、男性キャラのほとんどが彼女に料理を任せることを拒む。都丸曰く、レトルト食品の方が圧倒的に美味しいとのこと。しかしレトルト食品でさえも失敗することがあるらしい。卒業後は大学に進学する。
氏家 樹（うじいえ いつき）
声 - 浪川大輔
寡黙で好戦的な錫代高校2年生。男性キャラ。黒部とは親友。身体能力に優れており、戦闘は得意で足も速い。一匹狼で一人でいることが多いが、主人公たちと関わる際は、育ちの良さを感じさせるふるまいをすることも。先輩に対しても物怖じしない後輩キャラ。他の生徒から怖がられている一方、一部の女子からは結構モテている。クールな外見や言動とはうらはらに、根は親切で、主人公と恋人関係になると嫉妬深く一途な性格を見せる。過去にあったある出来事のせいで他人に心を閉ざすようになった。卒業後は就職すると語っている。
黒部 大悟（くろべ だいご）
声 - 藤原啓治
錫代高校3年生。 男性キャラ。氏家の親友。大柄で力も強く面倒見がいいため後輩に慕われている。今と比べ幼少期は虚弱体質であったため、体が弱い自分を変えようと鍛え上げて強くなった。女性と小動物が苦手。見た目で怖がられることが多いが、性格は頼りになり、任されたことはきっちりこなす優しさを持つ。子供たちに武道を教えており、師匠として尊敬されている。主人公と恋愛ルートでなくても、懸命にサポートする。恋愛下手で、交換日記以上はハードルが高いと感じているほど疎い。そのため性格の優しさから、他キャラに比べて主人公には自分から積極的に触れようとしない。
岬 深也（みさき しんや）
声 - 櫻井孝宏
晴藍高校3年生。男性キャラ。女子生徒に人気のある金持ちの子息。女子の追っかけから逃げる口実を作るため、よく主人公に助けを求めている。女性の扱いには慣れており、恋愛ルートでの恋の進展は最速である。自家用のジェット機や高級車を利用している。女性との距離は近いことが普通だと思って過ごしてきたため、主人公が嫉妬する思いには鈍感で気付かないが、恋愛を進めていくにつれて、主人公の気持ちを考えるようになる。七重という執事がいる。主人公には、デートの際は割り勘にしてと頼まれている。金持ちだが、デートではファミレスに入ったりと、恋愛はどこか学生らしい部分もある。
比佐 将文（ひさ まさふみ）
声 - 野島健児
錫代高校3年生。男性キャラ。絶大な人気を誇る芸能人だが、実はすごくわがまま。かなりのドSで、照れ屋である。主人公と男の友人以外には猫をかぶっている。恋愛ルートでは独占欲が強く、主人公が他の男といるだけで激しく嫉妬する。芸能人ならでは、スキャンダルなどの困難に立ち向かう。演技も抜群にこなし、俳優としても実績をあげている。恋愛ルート後半ではツンデレがバレ始め、ベタ惚れするほど主人公に魅力を感じるようになる。二重人格で、主人公との出会いでは第一印象が悪いキャラであるが、恋愛を進めていくにつれて良い男だと分かるためギャップが大きい。主人公と恋愛ルートでなくても、良き協力者となってくれる。
塚本 久光（つかもと ひさみつ）
声 - 日野聡
晴藍高校2年生で、風紀委員。男性キャラ。都丸とはライバル関係にあるものの、良き友人でもある。主人公にあこがれて風紀委員になり、彼女をサポートする。どのルートでも主人公に片想いしている。実家はとても金持ち。料理が得意である。絵心がないことを気にしており、クラスで協力が必要な際も絵のセンスを疑われないように上手く逃げている。主人公を先輩として慕っている後輩キャラ。主人公に対する恋心に勘づいている夏絵にいじられている。勉強を教えてほしいと女子生徒から頼まれることが多い。
都丸 京平（みやこまる きょうへい）
声 - 立花慎之介
晴藍高校2年生である、情報屋。男性キャラ。塚本とは良きライバル関係。気分屋で人を振り回すが、主人公に対しては友好的に接する。頭脳派で運動は苦手とし、体力系の授業はサボっており、単位がギリギリである。情報を売って儲けているため、様々な人間から恨みをかっている。主人公が貧乏なのを見通し、情報の報酬にキスをねだり、主人公を困らせる。恋愛ルートではストーカー並みに情報網を張る。卒業後は情報屋のプロになるつもりでいたが、主人公と同じ大学に行きたいと思うようになる。
苗苑 央士（なえぞの おうじ）
声 - 岡本信彦
晴藍高校3年生で、晴藍高校生徒会長にして校長の孫。卒業戦線のみ攻略可能。男性キャラ。ゆえに晴藍高校を支配する立場であるが、苗苑の名から解放されたいと心の奥底で感じている。同級生、後輩にも敬語で話す。温厚そうに見えて実は策士。主人公ら風紀委員に厄介ごとを押し付けることが多い。読書家であり、自身も本を書いている。母親のような穏やかさが見える場面も。恋愛ルートでは意外に照れ屋であることが分かる。さらに持ち前の笑顔とおっとりした話し方で俺様的発言をするなど、ちょっぴりSな一面も多々ある。卒業後は大学に進学する。
小堀 夏絵（こぼり なつえ）
声 - 福原香織
晴藍高校2年生である風紀委員。女性キャラ。軽快なフットワークから忍者の末裔ではないかとうわさされている。塚本と同じクラス。好みのタイプは格闘家のような強い男性。主人公が誰かと良い雰囲気になると勘づき、芽衣とともに主人公が逃げ出したくなるレベルまで問い詰める。
津田沼 芽衣（つだぬま めい）
声 - 米澤円
晴藍高校1年生で、風紀委員である眼鏡っ娘。女性キャラ。一見真面目そうだが、実は凄腕のハッカー。主人公の恋愛には興味津々である。ミーハーで、比佐にサインを貰おうとするなど、先輩相手にも積極的に動く。夏絵とともに主人公の恋愛事情を聞き出すことが好き。